# サクラ大戦 活動写真
『サクラ大戦 活動写真』（サクラたいせん かつどうしゃしん）は、2001年12月22日に東映洋画系劇場で公開されたSFアニメ映画。『冬の角川アニメ』と題し、『あずまんが大王』『スレイヤーズぷれみあむ』『Di Gi Charat 星の旅』の3作が同時上映された。

## 概要
『サクラ大戦3 〜巴里は燃えているか〜』（ゲーム版）のProduction I.G制作のムービーを見た広井王子の「これなら映画もできるジャン！」というひと言で始まった。
広井によれば、戦闘シーンが暗いのは当時はまだCG技術が未発達で粗が目立つからであり、暗くせざるを得なかったと2012年になって明かしている。
また、制作時点で登場した主要キャラクターを全員出演させる事を目標にしていた。 「『サクラ』をずっと応援してきてくださったお客様のために全員出したかった」という思いに加えて歌謡ショウを終了させようと考えていた5年目を迎えた事も関係していたといい、全員出演させるためにはストーリーが破綻してもやりたかったという。
本来は120分1本立ての予定で制作されたが、脚本完成後に4本立て上映になったため、85分に短縮され、予定されていたシーンの一部がカットされている。

## あらすじ
太正十五年十二月の帝都。帝国華撃団花組の隊長である大神中尉が巴里へ旅立ち、クリスマス公演の興奮も醒めやらぬ大帝国劇場に一人の少女が訪れた。彼女の名前はラチェット・アルタイル。元星組隊長の経歴を持つ彼女は帝国華撃団花組に配属されるが、戦闘でも舞台でも合理・個人主義に徹するラチェットに花組はとまどう。時を同じくして、帝都では謎の降魔と戦う花組の前に、圧倒的な強さで降魔たちを蹴散らす、正体不明の人型蒸気が現れる。ダグラス・スチュアート社（DS社）の自動人型霊子甲冑ヤフキエルであった。アメリカでも群を抜いた科学力を誇るDS社は、政治家の田沼と結託し、陸軍にヤフキエルを売り込もうと画策していた。ヤフキエルの優秀性とたび重なる花組の失態を憂慮した賢人機関は、帝撃の降魔撃退の任を解くことを決定する。ヤフキエルの工場へ侵入したマリア・タチバナはヤフキエルの中身が培養された降魔であることを突き止めるも、DS社社長ブレント・ファーロングの手下パトリック・ハミルトンに襲撃され、川へ投身し消息を絶つ。花やしきに隔離されていた帝国華撃団花組は、地下水路をつたって大帝国劇場へと侵入し、光武を奪還する。降魔の消滅、パトリックに洗脳されたソレッタ・織姫の開放、月組による要人奪還、ヤフキエル生産工場の破壊と追い詰められたブレントは、花組の失墜と帝都の壊滅、その後帝都の王となる目的を果たすべくヤフキエルを吸収し一体化する。ブレントの共謀者であったラチェットを含めた花組はブレントに歯が立たない。その時巴里から帰国したばかりの帝国華撃団花組隊長大神中尉の光武F2が到着し、形勢逆転してブレントは倒される。逃亡したパトリックには生還したマリアが立ちはだかり、彼を銃殺する。平和を取り戻した帝都で帝国歌劇団による『海神別荘』が上演される。劇の主役であるラチェットは自らの罪を劇中の台詞を変えることで告白する。それを聞いた花組は一人ずつ、その謝罪を受け入れる。

## キャスト
詳細は帝国華撃団参照、ラチェットのみ紐育華撃団参照。
- 真宮寺さくら - 横山智佐
- 神崎すみれ - 富沢美智恵
- マリア・タチバナ - 高乃麗
- アイリス - 西原久美子
- 李紅蘭 - 渕崎ゆり子
- 桐島カンナ - 田中真弓
- ソレッタ・織姫 - 岡本麻弥
- レニ・ミルヒシュトラーセ - 伊倉一恵
- 藤枝かえで - 折笠愛
- 大神一郎 - 陶山章央
- 米田一基 - 池田勝
- 加山雄一 - 子安武人
- 藤井かすみ - 岡村明美
- 榊原由里 - 増田ゆき
- 高村椿 - 氷上恭子
- 清流院琴音 - 矢尾一樹
- 太田斧彦 - 郷里大輔
- 丘菊之丞 - 松野太紀
- ラチェット・アルタイル - 久野綾希子

### その他
詳しくはサクラ大戦シリーズの登場人物を参照。
江戸川夢声
声 - 三ツ矢雄二
花小路頼恒
声 - 北村弘一

## スタッフ
- 原作 - 広井王子
- 監督 - 本郷みつる
- エグゼクティブプロデューサー - 大月俊倫
- スーパーバイザー - あかほりさとる
- キャラクター原案 - 藤島康介
- キャラクターデザイン - 松原秀典
- 脚本 - 本郷みつる、西村博之、寺戸信寿、広井王子
- 製作 - 香山哲、角川歴彦、石川光久、長瀬文男、日下孝明、菅徹夫、木場正博
- 製作プロデューサー - 澤公司、奥村圭作、水野丈一
- プロデューサー - 内田哲夫
- プロダクションスーパーバイザー - 大場規勝
- コンテ - 本郷みつる、西村博之、中津環、木船徳光、竹内敦志
- 演出 - 本郷みつる、中津環
- メカデザイン - 明貴美加
- エグゼクティブコーディネイト - 田中誠悟、名越康晃、安田猛
- キャラクターデザイン - 齋藤卓也
- メカニカルデザイン - 竹内敦志、上村秀勝
- プロップデザイン - 高橋英樹、関口可奈味
- 作画監督 - 齋藤卓也、石原満、黄瀬和哉、石井明治、大久保宏、すしお
- 3DCGI監督 - 木船徳光
- 美術設定 - 加藤浩
- 美術監督 - 竹田悠介
- 撮影監督 - 田中宏侍
- 編集 - 植松淳一
- 音響監督 - 三間雅文
- 音楽監督 - 田中公平
- 制作 - Production I.G
- 製作 - 「サクラ大戦 活動写真」製作委員会（セガ、角川書店、Production I.G、IMAGICA、レントラックジャパン、日本出版販売、キャラアニ.com）

## 主題歌
オープニングテーマ「劇場版・奇跡の鐘」
作詞 - 広井王子 / 作曲・編曲 - 田中公平 / 歌 - 帝国歌劇団花組
劇中歌「劇場版・すべては海へ」
作詞 - 広井王子 / 作曲・編曲 - 田中公平 / 歌 - 横山智佐(真宮寺さくら)、久野綾希子(ラチェット・アルタイル)

## イベント
この作品のラッピング広告が都営バス巣鴨営業所の車両（P-C162）に2001年秋から2002年1月まで掲出された。またこのバスを題材にしたフォトコンテストが開催され、優勝者には実車で使われたラッピングシートが賞品として贈呈されたという。

## 関連グッズ
Blu-ray
初回数量限定生産版と通常版とがある。
初回数量限定生産版は「キャラクターデザイン松原秀典描き下ろし和風三方背ケース」「特製豪華ブックレット」「劇場公開時のフィルムを使用した特製フィルムブックマーク」が特典となっている。
共通特典である映像特典はDVDのものと同一である。
Blu-ray化にあたり、デジタル化が行われており、夜間シーンなどは映像が顕著に鮮明になっている。
2013年01月25日発売
ASIN: B00931RLRC（初回数量限定生産版）
ASIN: B00931RLTU（通常版）
DVD
特別仕様版と通常版とがある。発売日は2002年11月22日（2002年9月23日に特別仕様版の予約は締め切られた）。
共通特典としてパイロットフィルム、CM、歌謡ショウ 海神別荘より「すべては海へ」、カラーブックレット、そしてレーベル仕様のピクチャーが入っている。
特別仕様版には限定特典として、CD－ROM（Windows）が入っていて、カラーBOX仕様となっている（松原秀典と斉藤卓也の描き下ろしイラストを使用している）。
VHS「サクラ大戦 活動写真」
2002年04月24日発売
ASIN: B000063EDG
ガイドブック『サクラ大戦活動写真―サクラムービーロマンチカ』
「活動写真」のフィルムストーリー、設定資料などを含んだガイドブック。
ISBN 4-04-853448-3
ISBN 978-4-04-853448-2
単行本『サクラ大戦 活動写真集』
総数20本に渡る「活動写真」のシーンを掲載。「サクラ大戦」の台詞も採録している。
ISBN 4-7973-0304-2
ISBN 978-4-7973-0304-9
小説『サクラ大戦 活動写真』
作 川崎ヒロユキ
イラスト 斉藤卓也
ISBN 4-8291-1408-8
ISBN 978-4-8291-1408-7
CD『サクラ大戦 活動写真「奇跡の鐘/すべては海へ」[Maxi]』AVCA14248 2001年11月21日
歌 帝国歌劇団
作詞 広井王子
作・編曲 田中公平
1	劇場版・奇跡の鐘
2	劇場版・すべては海へ
3	劇場版・奇跡の鐘 (Original Karaoke Version)
4	劇場版・すべては海へ (Original Karaoke Version)
5	檄!帝国華撃団 (改) (Bonus Track)
劇場版「サクラ大戦 活動写真」（サウンドトラック）
歌 横山智佐（真宮寺さくら）&帝国歌劇団
作詞 広井王子
編曲 田中公平
CD 劇場版 「サクラ大戦 活動写真」全曲集AVCA14267 2001年12月19日
ダウンロード・ストリーミング配信
サブスクリプションなどもある。